# Уолсер, Роберт
Роберт Уолсер (англ. Robert Walser; род. 16 июля 1958, Литл-Фолс, Миннесота) — американский музыковед, чьё имя связывают с термином «новомузыковедение». Является автором книги «Наперегонки с дьяволом: власть, гендер и безумие в хэви-металлической музыке» (англ. Running With the Devil: Power, Gender, and Madness in Heavy Metal Music), посвящённой данной разновидности метала. В настоящее время Уолсер преподаёт в Кейс-Вестерн-Резерв университете.

## Карьера
Помимо основной деятельности, Уолсер также выступил в качестве эксперта в более чем 250 делах о нарушении авторских прав на музыку, которые, как правило, рассматривались в Девятом окружном суде. Его большая востребованность началась с полномасштабного заявления о поддержке окружного судьи Уильяма К. Кэнби-младшего, полностью поддержавшего методологию доктора Уолзера, несмотря на не совсем соответствующее его ожиданиям отношение, которое имевший докторскую степень Уолсер получил от окружной судьи Кристины А. Снайдер (см. Swirsky v. Carey, 226 °F. Supp. 2d 1224 (CD Cal. 2002)).

## Личная жизнь
Уолсер женат на своей соотечественнице и коллеге-музыковеде Сьюзан Макклэри.

## Публикации
- (англ.) Running With the Devil: Power, Gender, and Madness in Heavy Metal Music (Издательство Уэслианского университета, 1993,ISBN 0-8195-6260-2). Издание второе, переработанное и дополненное, 2014 г.
- (англ.) (ред.) Keeping Time. Readings in Jazz History (OUP, 1999) 2 . Издание второе, переработанное и дополненное, 2014 г.
- (англ.) (ред.) The Christopher Small Reader (Издательство Уэслианского университета, 2016).
- (англ.) Valuing Jazz, в «Кембриджском компаньоне по джазу», под ред. Дэвид Хорн и Мервин Кук (Кембридж: Издательство Кембриджского университета, 2002), стр. 301—320.
- (англ.) Analyzing Popular Music: Ten Apothegms and Four Instances, в книге Аллана Мура, ред. , Анализ популярной музыки (Кембридж: Издательство Кембриджского университета, 2003), стр. 16-38.
- (англ.) Deep Jazz: Notes on Interiority, Race, and Criticism, в книге «Изобретая психологическое: к культурной истории эмоциональной жизни в Америке», под ред. Джоэл Пфистер и Нэнси Шног (Издательство Йельского университета, 1997), стр. 271-96.
- (англ.) Out of Notes: Signification, Interpretation, and the Problem of Miles Davis, Musical Quarterly 77:2 (лето 1993 г.), стр. 343-65.
- (англ.) Rhythm, Rhyme, and Rhetoric in the Music of Public Enemy, Ethnomusicology 39:2 (весна-лето 1995), 193—217.
- (англ.) Prince as Queer Poststructuralist, Popular Music and Society 18:2 (лето 1994), 87-98.